# Сулунг
Сулу́нг (англо-сакс.: sulung) — одиниця величини земельної ділянки в Кенті в англосаксонський період. Кентський сулунг являв собою аналог гайди, яка використовувалась на останній території Англії до нормандського завоювання. Але, якщо гайда відображала розмір оброблюваної земельної ділянки, достатнього для утримання однієї селянської родини, то величина сулунга визначалась іншим чином. Один сулунг відповідав площі земельної ділянки, що оброблялась одним тяжким плугом з упряжкою з 8 волів. Назва «сулунг» походить від англосаксонського слова sulh, яке означало плуг.
За своїм розміром сулунг був значно більшим середньої площі гайди. Виходячи з тексту «Книги Страшного суду» 1086 р., сучасні дослідники визначають реальний розмір сулунга у 200—240 акрів. Оскільки первісно сулунг був земельним володінням одного вільного землероба або однієї родини, то очевидно, що економічне положення кентських селян у ранній період існування англосаксонських королівств було значно сприятливішим, анаж в інших частинах Англії. На відміну від гайди, кентський сулунг відповідав компактній земельній ділянці з чітко вираженими межами, і, часто, з власною назвою наділу.
Як і гайда, сулунг ніс також адміністративно-фіскальну функцію, котра з плином часу стала визначальною. Державні, а пізніше феодальні, повинності селян визначались з сулунгів, що їм належали та їхніх частин. По сулунгам у Кенті оцінювались розміри продуктової ренти королю, обсяг військових обов'язків, сума данських грошей. Архаїчна форма сулунгу, як одиниці оподаткування у Кенті зберігалась деякий час і після нормандського завоювання Англії.

## Виноски
1. ↑  Stenton, F. Anglo-Saxon England. Oxford, 1973.
2. ↑  Гуревич А. Я. Английское крестьянство в X — начале XI вв. — Средние века. — вып. IX. — М., 1957.
3. ↑  Про це свідчить, також, той факт, що вергельд кентського землевласника був вдвічі більшим, аніж в інших частинах країни.